# Peter To Rot
Peter To Rot (Rakunai, 5 marzo 1912 – Vunaiara, 7 luglio 1945) è stato catecumeno e martire cattolico. Nel 1995 è diventato il primo beato papuano.

## Biografia

### Educazione e matrimonio
Peter To Rot nacque il 5 marzo 1912 sull'isola di Nuova Pomerania, nell'allora Nuova Guinea tedesca, terzo dei sei figli di Angelo Tu Puia (capo del villaggio) e Maria Ia Tumul, entrambi convertiti al cattolicesimo nel 1898.
Suo padre gli ha insegnato le basi del catechismo e lo ha mandato alla scuola locale di missione nel 1919, nonostante l'istruzione non fosse un obbligo all'epoca. Era abbastanza agile nell'arrampicarsi sugli alberi di cocco ed era più che disposto a farlo per acquisire noci di cocco per i villaggi più vecchi. Era raro che fosse malizioso a scuola, ma era onesto e pronto ad aiutare coloro che ne avevano bisogno.
Nel 1930 il parroco di Rakunai - padre Laufer - chiese a suo padre se avrebbe permesso al giovane Peter di iniziare gli studi per il sacerdozio.
Suo padre ha detto che non era il momento giusto per questo, ma sarebbe stato più che appropriato se suo figlio avesse studiato per diventare un catechista.
Nel 1930 inizia gli studi al Collegio dei Missionari del Sacro Cuore di San Paolo a Taliligap, dopo i quali viene nominato catechista per la parrocchia di Rakunai nel 1933 quando il vescovo locale gli dona la croce di catechista.
Peter To Rot è poi tornato al suo villaggio dove sarebbe andato in aiuto di padre Laufer. Era un eccellente insegnante e organizzatore di lezioni per la gente e aveva una Bibbia sulla sua persona in ogni momento.
L'11 novembre 1936 sposò Paula Ia Varpit e la coppia ebbe tre figli: uno morì in tenera età e un altro poco dopo la guerra. Il suo ultimo figlio visse fino alla vecchiaia e nacque dopo la morte di To Rot. La coppia si è sposata in una chiesa, anche se sono state osservate alcune usanze locali e tradizionali.

### Morte
Quando le forze giapponesi occuparono il paese nel marzo del 1942 (costringendo una guarnigione australiana a lasciare il proprio avamposto), i militari internarono tutti i missionari stranieri, pur essendosi dichiarati indifferenti alle differenze religiose locali. Il parroco locale lasciò a To Rot la responsabilità della cura della parrocchia e, di conseguenza, egli ne divenne un leader attivo. In questo ruolo si prese cura di coloro che erano malati e poveri, cercando anche di istruire al meglio coloro che si erano convertiti di recente. Verso la fine del 1943 le autorità giapponesi limitarono i servizi religiosi e pochi mesi dopo li proibirono completamente, ma To Rot continuò a celebrarli in segreto, noncurante del rischio a cui egli stesso sarebbe andato incontro e contro il parere di coloro che lo circondavano. Quando anche la chiesa parrocchiale della sua comunità venne distrutta, egli organizzò e costruì una "chiesa nel bosco", posta per l'appunto fuori dal villaggio, per celebrare in segreto i divini misteri, continuando a tenere i registri dei battesimi e dei matrimoni celebrati.
A questa situazione di tensione, si aggiunse anche un dramma locale: un poliziotto al servizio dei giapponesi di nome Metepa, pur sposato con una cristiana, si era invaghito della moglie di un protestante di nome Ia Mentil. To Rot sventò un tentativo di rapimento ai danni di Mentil che l'ufficiale di polizia era intenzionato a rendere la propria seconda moglie secondo le recenti norme approvate dal governo filo-giapponese; forte della sua posizione, Metepa denunciò To Rot al proprio superiore, Kueka, il quale non solo gli ordinò di cessare le proprie attività pastorali, ma gli intimarono anche di non intromettersi nelle faccende private di Metepa (che tra l'altro attuò il rapimento di Mentil e ne fece picchiare il marito). Non dandosi per vinto, To Rot e il capo villaggio riuscirono a trovare Mentil e a riportarla al proprio consorte. Seguì una nuova indagine e una perquisizione che portò al ritrovamento in casa di To Rot di oggetti religiosi coi quali, era ormai chiaro, egli continuasse a celebrare i sacri misteri. Per questo motivo, il giorno di Natale del 1944, venne arrestato dalle autorità giapponesi.
To Rot venne portato quindi al quartier generale della polizia dove il comandante Meshida lo interrogò personalmente chiedendogli se egli, in contravvenzione alle disposizioni emanate, stesse continuando a celebrare la messa. Alla risposta affermativa del catechista, Meshida lo picchiò e ne ordinò l'imprigionamento. Per il suo rilascio mediarono il sacerdote metodista Navunaram e il cristiano Rakunai, ma nessuno di loro riuscì ad ottenere il suo rilascio. In una lettera diretta a sua madre in quei giorni, Peter To Rot disse di sapere che sarebbe andato incontro alla morte, ma la rassicurò che era più che pronto a morire per Gesù Cristo se così fosse stato; venne quindi trasferito in una nuova cella, più piccola e senza finestre, venendo condannato a due mesi di prigionia nel campo di concentramento di Vunaiara. In un'occasione sua moglie e i suoi due figli andarono a trovarlo e lei lo implorò di rinunciare al suo ruolo di catechista per aver salva la vita, ma To Rot rimase impassibile nei suoi propositi. Il giorno della sua morte disse alla madre: "La polizia mi ha rassicurato che questa sera verrà un medico giapponese a somministrarmi delle medicine. Curioso, io non sono malato. Sospetto possa trattarsi di un trucco". Disse nel contempo alla moglie di portargli la sua croce e dei vestiti di buona fattura così che potesse andare incontro a Dio col miglior decoro.
Condannato così a morte e senza processo, gli venne somministrata un'iniezione letale accompagnata da un liquido da bere che probabilmente conteneva un anestetico e una dose di veleno ulteriore, per assicurarsi che To Rot sarebbe morto. Quando però le guardie notarono che il veleno era lento ad agire ed iniziavano i primi segni delle convulsioni, lo fecero sdraiare a terra per poi colpirlo con una trave sulla nuca. A morte avvenuta un poliziotto andò da Rakunai e disse: "Il tuo catechista è morto".
L'incredulo capo del villaggio chiese di sapere cosa fosse accaduto a To Rot che pure godeva di buona salute, ma l'ufficiale si limitò a dirgli che si era ammalato ed era quindi morto.
Lo zio di To Rot, Taura, ottenne di portarsi in prigione col comandante Meshida per vedere i resti di To Rot e portarli ad una degna sepoltura sepoltura. Il corpo del martire venne ritrovato ancora caldo, con una sciarpa rossa avvolta intorno al collo e cotone pressato nelle sue orecchie e nel naso, al fine di fermare l'epistassi creata dal veleno.
La parte posteriore del suo collo era gonfia e riportava chiaramente delle ferite, mentre sul suo braccio destro era presente il segno dell'ago dell'iniezione letale. I resti di To Rot vennero sepolti a Rakunai nel cimitero cattolico, ma la cerimonia venne celebrata senza fasti dal momento che la popolazione locale temeva ritorsioni da parte dei giapponesi.

## Commemorazione
Papa Benedetto XVI, nel 2012, incoraggiò pubblicamente le coppie sposate a seguire l'esempio di To Rot, inviando poi il cardinale Joseph Zen a prendere parte alle celebrazioni tenutesi a Rabaul per commemorare il cenenario della nascita del catechista. Il papa parlò nuovamente della vicenda di Rot nel suo incontro con i vescovi papuani il 9 giugno 2012 e l'arcivescovo di Rabaul, Francesco Panfilo, pubblicò una lettera pastorale sulla vita e l'esempio di To Rot.
Il 5 marzo 2012 il governo papuano emise una serie di francobolli in onore del centenario della nascita del martire.

## Beatificazione
Il processo di beatificazione di Peter To Rot ebbe inizio il 14 gennaio 1986 dopo l'ottenimento del "nihil obstat" da parte della Congregazione per le Cause dei Santi al titolo di Servo di Dio; la fase diocesana della raccolta dei documenti a Rabaul si tenne dal 21 gennaio 1987 al 30 marzo 1989 quando la documentazione venne inviata a Roma per il vaglio. Il 2 giugno 1989 la documentazione venne approvata e nel 1991 ricevette la "positio". La beatificazione ricevette l'approvazione di papa Giovanni Paolo II il 2 aprile 1993 col riconoscimento che To Rot venne ucciso "in odium fidei". To Rot venne beatificato il 17 gennaio 1995 da papa Giovanni Paolo II in occasione della sua visita in Papua Nuova Guinea.